# Уолхайм, Рекс Джозеф
Рекс Джозеф Уолхайм (англ. Rex Joseph Walheim; род. 10 октября 1962, Редвуд-Сити, Калифорния) — американский астронавт.

## Образование и научная карьера
Рекс Уолхайм окончил высшую школу в Сан-Карлосе (Калифорния) (San Carlos High School) в 1980 году. Степень бакалавра в машиностроении (1984 год) Уолхайм получил в Калифорнийском университете в Беркли. Степень магистра (1989 год) в области производственной инженерии он получил в Хьюстонском университете.

## Военная карьера
Рекс Уолхайм начал службу в ВВС США в 1984 году в звании второго лейтенанта. В 1985 году он продолжил службу на военно-воздушной базе (Cavalier Air Force Station) в Пембира Коунти (Северная Каролина) в качестве командира группы в системе раннего предупреждения ракетного нападения.
С октября 1986 года по январь 1989 года Уолхайма работал в Космическом центре имени Джонсона в Хьюстоне. Он был инженером ответственным за контроль и эксплуатацию механических систем шаттлов.
В августе 1989 года Уолхайм начал работать руководителем программы усовершенствования радаров слежения за космическими объектами в Космическом командовании ВВС США в Колорадо-Спрингс.
В 1991 году Уолхайм был отобран для обучения в школе лётчиков-испытателей. В 1992 году он начал обучение на военно-воздушной базе Эдвардс в Калифорнии. F-16.
В январе 1996 года Уолхайм был назначен инструктором в школе лётчиков-испытателей.

## Карьера астронавта
В марте 1996 года был отобран в группу подготовки астронавтов. С августа 1996 года проходил двухлетнюю космическую подготовку в качестве специалиста полёта. Затем он начал работу в группе поддержки Международной космической станции.
Совершил три космических полёта. Первый раз в космос он отправился в апреле 2002 года в экипаже шаттла «Атлантис» STS-110. В ходе этого полёта дважды выходил в открытый космос.
Второй полёт совершил в феврале 2008 года в экипаже шаттла «Атлантис» STS-122. В ходе этого полёта трижды выходил в открытый космос.
14 сентября 2010 года был назначен специалистом полёта в экипаж последнего полёта по программе Спейс шаттл. Последний полёт шаттла «Атлантис» STS-135 состоялся с 8 по 21 июля 2011 года.
В общей сложности, за три космических полёта провёл в космосе 33 суток 8 часов 33 минуты (800 часа 33 минуты).
Суммарная продолжительность пяти его выходов в открытый космос составила 36 часов 23 минуты.
Кроме космических миссий, принимал участие в четвёртой миссии НАСА по операциям в экстремальной окружающей среде (NEEMO 4) в сентябре 2002 года.
В июле 2020 года ушёл из НАСА.

## Семья
Рекс Уолхайм считает своим родным городом Сан-Карлос (Калифорния). Рекс Уолхайм женат. Его жена Мэрджи Дотсон (Margie Dotson). В их семье двое детей. Увлекается катанием на лыжах, софтболом, футболом, пешеходным туризмом.